# کارلو ماتزونه
کارلو ماتزونه (ایتالیایی: Carlo Mazzone؛ زادهٔ ۱۹ مارس ۱۹۳۷ – درگذشتهٔ ١٩ اوت ۲۰٢٣) بازیکن فوتبال سابق و مربی فوتبال فعلی، اهل ایتالیا بود.

از باشگاه‌هایی که در آن بازی کرده‌است می‌توان به باشگاه فوتبال روبور سیه‌نا، باشگاه فوتبال آ.اس. رم، باشگاه فوتبال اسپال، و باشگاه فوتبال آسکولی اشاره کرد.